# Las aventuras de Huckleberry Finn (anime de 1976)
Las aventuras de Huckleberry Finn (ハックルベリィの冒険 Huckleberry no Bōken?), llamada también Aventuras en el Misisipi, es una serie de anime de 1976. Se basa en el libro Las aventuras de Huckleberry Finn de Mark Twain.

## Argumento
Huckleberry Finn había sido adoptado por la viuda de Douglas; pero es secuestrado por su padre, quien es un alcohólico. Huck simula su propia muerte y se fuga a la isla de Jackson. Allí se encuentra con Jim, un esclavo fugitivo de la señorita Watson, la hermana de la viuda de Douglas. Jim huye porque la señorita Watson decidió venderlo por 800 dólares. Huckleberry Finn y Jim deciden navegar juntos por el río Misisipi en una balsa. Huck lo hace para escapar de su padre; mientras que Jim lo hace en busca de su libertad.

## Personajes
- Huckleberry Finn. Seiyū: Masako Nozawa.
- Jim. Seiyū: Yasuo Yamada.

## Contenido de la obra

### Anime
Fue una producción de Group TAC, Nippon Herald y Fuji TV. Fue estrenada el 2 de enero de 1976 por Fuji TV. La última transmisión fue el 25 de junio de 1976, para un total de 26 episodios.

### Banda sonora
Nobuyoshi Koshibe estuvo a cargo de la música. Mitsuko Horie y Korogi interpretaron las canciones de apertura Hora Huckleberry Finn (ほらハックルベリィ・フィン, Hey allí, Huckleberry Finn) y de cierre Kawa no Uta (河のうた; La canción del río). Chinatsu Nakayama fue el autor de las letras de las canciones.

### Película y video
El 16 de agosto de 1991 salió en Japón una película con el mismo nombre. El distribuidor fue Pony Canyon. Esta película fue estrenada en VHS el 21 de mayo de 1993.

## Doblaje al español
Cadicy International hizo una versión al español con actores de doblaje cubanos.